# Abdullahi Sheikh Ismail
Abdullahi Sheikh Ismail était un homme politique somalien qui a joué un rôle clé pendant la période du gouvernement fédéral de transition au début des années 2000.

## Carrière
Ismail a commencé sa carrière diplomatique en 1972 en tant que secrétaire à l'ambassade de Somalie au Caire, en Égypte. Au fil des années, il a occupé des postes importants en Europe, au Moyen-Orient, en URSS et en Afrique du Nord, utilisant ses capacités multilingues en arabe, anglais et italien.
Après la chute du gouvernement central somalien en 1991, Ismail est revenu dans le pays en 2004 et s'est lancé en politique.
Pendant le gouvernement fédéral de transition, il a été vice-premier ministre et ministre des Affaires étrangères,. En 2005, il s'est adressé à l'Assemblée générale des Nations Unies au nom de la Somalie.
En 2015, Ismail a été nommé ministre des Transports sous la direction du Premier ministre Omar Abdirashid Ali Sharmarke. Au moment de sa mort, le 7 mai 2021, Ismail était membre du parlement somalien.